# 名進研ホールディングス
名進研ホールディングス株式会社（めいしんけんホールディングス）は、進学塾「名進研」を運営する企業である。愛知県名古屋市西区名駅二丁目に本部を置く。
私立中学・高校受験専門予備校「名進研」を運営するほか、アフタースクール「レインボーキッズ」、速読解力講座、ロボット科学教育、ピラミッド倶楽部、将棋教室、英会話、習字、そろばん、ピアノ、バレエ等の習い事の運営も手がける。また、海外留学の企画・運営、教材教育システムの企画・開発、公開模試の企画・運営、教育図書（『私立中学ラボ』）の出版を行っている。

## 事業

### 進学塾「名進研」（私立中学受験・高校受験）
- 愛知県、岐阜県に38の校舎を置き、私立中学受験・高校受験の指導をしている。
- 中学受験コース（小学1・2・3・4・5・6年生）として、首都圏の難関中学入試で圧倒的な合格実績を誇る「SAPIX（サピックス）小学部のメソッドを導入し、全国難関校合格をめざす最上位クラス「Sクラス」（小学3・4・5・6年生）、東海地区の難関校・有名校合格を目指す「Jクラス」（小学4・5・6年生）、楽しみながら学んで思考力・記述力の芽を育む「ピグマクラス」（小学1・2・3年生）のほか、週1回土曜日で完結する「Dクラス」（小学4・5・6年生）を設置している。
- 高校受験コース「プレミアムクラス」（小学4・5・6年生、中学1・2・3年生）として、小学4年生には地域トップ高校合格に向け早期に思考力を育む週1回（算数・国語）の錬成教室、小学5年生には週1回（算数・国語・英語）の錬成教室、小学6年生には中学校入学後トップクラスでスタートを切ることを目指す週2回または1回（算数・国語・英語・理科または社会）の錬成教室、中学1・2年生には圧倒的な学習量と定期試験対策で内申点と学力を高める週3回（数学・英語・国語・理科・社会）の錬成教室、中学3年生には高校入試に向け最高レベルまで学力を高める週3回（数学・英語・国語・理科・社会）の錬成教室をそれぞれ設置している。
- 教師には年に２回、生徒・保護者へのアンケートが実施され、その結果をもとに教師のスキルアップが図られる。指導に当たった生徒の成績結果は教師の評価に連動する。校舎に専任教師が常駐し、日々生徒の質問や保護者からの相談に応じている。各学年の指導に対して学習テーマを設け、短期的な受験指導だけでなく、勉強する楽しさから本格的な受験対策指導までを一貫して行い、受験年度に応じた対策をとっている。

- 「滝中学準拠クラス」「国立大学附属中学クラス」があり、各校に入学した生徒の指導を行っている。
- 「名進研PRIVATE１」では、私立中学に在籍する中学1・2年生に個別指導を行っている。

#### 正月特訓
年明けからの受験シーズンを前に、中学受験を控えた塾生が正月休みを返上し、ホテルに泊まり込んで勉強する「正月特訓教室」。毎年メディアの取材を受けるなど注目を集めていたが、2020年からは新型コロナウイルス感染防止のため中止している。

### 能力開発講座（ピラミッド倶楽部、ロボット科学教育など）

#### ピラミッド倶楽部
参加型学習で能力開発に最適とされるトレーニング法を実践。読書やパズルを活用した授業の中で粘り強く考える力、論理的に考えを深める力、コミュニケーション力といった将来に役立つ力を養成する。
空間把握能力と仮説思考力の育成を目指す「パズル道場」（小学1年生～中学3年生）、読書を楽しむ力を育て全ての学力の土台となる国語力を高める「グリムスクール」（初級：小学1・2・3年生・中級：小学3・4・5・6年生）などがある。グリムスクール受講生は全員漢検を受検（会場は名進研校舎）。

#### ロボット科学教育
ロボットを自分の手で製作するという実践的な授業で、チャレンジ精神やアイディア力、その結果を冷静に判断する力などを楽しみながら養う。
Kicks「ジュニアエリート」（小学1・2年生）、「ビギナーコース・ミドルコース」（小学3年生～中学3年生）があり、「ファーストレゴリーグ」「ロボカップジュニア」などの世界大会に通じる競技会にも参加している。

#### こども海外探検隊
2018年度には15日間と22日間、カナダのトロントに留学し、現地の小学生との交流や各地観光などの体験を提供した。

#### 名進研英会話講座
座学での学習だけでなく、ネイティブ講師とディスカッションやアクティビティを行っている。正しい文法にのっとったテキストを使い、話すための英文法も学べる。

#### 名進研将棋教室
礼儀、集中力、論理的思考力、判断力、記憶力の向上と養成を目的とし、日本の伝統文化に関する深い見識を持った人物を育てている。

#### 速読・速解力講座
読書速度測定、眼筋トレーニング、検索トレーニングなど、基礎能力の向上を目的としている。

### 教育図書の発行
毎年『私立中学ラボ』を発行し、校舎開催の公開説明会に参加した保護者に配付している。

### 名進研ホールの運営
名進研本部ビル３階にある最大収容数340人の多目的大ホール。200インチの液晶プロジェクター、オーディオ設備がある。2020年2月4日から、新型コロナウイルス感染防止のため一般貸出を中止している。

## 沿革
- 2015年（平成27年）12月 - 名進研ホールディングス株式会社法人設立。
- 2016年（平成28年）3月 - 株式会社教育企画より営業譲渡により進学塾名進研の経営権を取得。

## 校舎
中部・東海地方に特化し、愛知県と岐阜県に38の校舎を展開している。

### 愛知県
- 名駅校（中学受験専門校舎）
- 庄内通校
- 中村公園校
- 金山校
- 松葉公園校
- 日比野校
- 当知校
- 白壁校
- 平安通校
- 鳩岡校
- 小幡校
- 志段味校
- 文教台校
- 一社校
- 本山校
- 若水校
- 御器所校
- 八事校
- 新瑞校
- 植田校
- 鳴海校
- 徳重校
- 大高校
- 江南校
- 一宮校
- 国府宮校
- 竹の山校
- 長久手校
- 日進校
- 太田川駅前校
- 刈谷校
- 西春校
- 小牧校
- 春日井校
- 瀬戸校

### 岐阜県
- 新岐阜校
- 鵜沼校
- 大垣駅前校

### ターミナル校
テストゼミや模試試験などを行う校舎。名駅校、御器所校、本山校、平安通校、新岐阜校。